# Norykko
Nora Jiménez Candanedo (Santiago de Compostela, 26 de julho de 1983) conhecida artisticamente como Norykko, é uma cantora espanhola.

## Carreira
Oriunda da Província da Corunha, suas influências musicais são o rhythm and blues contemporâneo e o rap. Estreia profissionalmente em 2004, colaborando com o raper e produtor madrileno Santaflow.
Em 2012 lançou o seu primeiro álbum de estudo, Mariposas.

### A bela e a besta
Em 2009 o raper catalão Porta, procurou a Norykko para que colabore com seu tema A bela e a besta de seu segundo disco, Transtorno bipolar. Dita canção supôs o salto internacional de ambos artistas e o tema se converteu na peça musical mais emblemática do hip hop espanhol na história.
A obra que trata sobre a violência doméstica, resultou num sucesso imediato do género no país ibério, desde o seu lançamento em outubro de 2009. A nível mundial demorou em chegar, mas durante o ano 2010 a canção fez-se muito popular na América Latina, onde ironicamente se encontram muitos dos países com maior índice de violência familiar. Devido a isto em América do Sul Porta e Norykko são vistos como artistas favoráveis ao feminismo e até a data a canção tem mais de 200 milhões de visualizações em YouTube.